# Моторины
Мото́рины (Маторины) — семья московских литейщиков, колокольных мастеров. Относится к числу самых известных династий колокольных мастеров Москвы. Ф. Д. Моторин является основателем колокольного завода, которым в дальнейшем управляли его потомки. Завод Моториных в итоге послужил основой для становления завода Богдановых-Финляндских — крупнейшего российского колокольного завода XIX — начала XX веков.
- Фёдор Дмитриевич Моторин (1630-е — 1688) — работал на московском пушечном дворе, стал ведущим литейщиком. Выкупил несколько участков и строений в Пушкарское слободе в районе Сретенских ворот, на этой базе основал в 1686 первый частный колокольный завод. Создавал колокола по заказам церквей и монастырей, изготавливаемые на заводе малые колокола продавались в «колокольном ряду». Сохранился ряд церковных колоколов с подписью мастера. Имел двух сыновей, Дмитрия и Ивана, продолживших отцовское дело[1].
- Дмитрий Фёдорович Моторин (годы жизни неизвестны) — работал колокольным мастером на московском пушечном дворе с 1682 по 1696 годы[1].
- Иван Фёдорович Моторин (1660-е — 1735) — артиллерии и колокольных дел мастер. Ему перешел семейный завод, на котором продолжали отливаться церковные колокола. В 1701—1702 годах успешно выполнил приказ Петра I по отливке 113 медных шести- и трёхфунтовых пушек. В 1735 году руководил работами по изготовлению Царь-колокола однако скончался до их завершения. Имел сына Михаила[1].
- Михаил Иванович Моторин (? — 1750) — продолжатель семейного ремесла, после смерти отца стал ответственным за отливку Царь-колокола. Хотя колокол был успешно отлит, и было начато его декорирование, он был повреждён при пожаре в 1737 году[1]. Сын Сергей литейному мастерству не обучался. После смерти Михаила Ивановича заводом управляла его вдова Катерина Артемьевна, предположительно при её жизни завод был продан[3], однако, продолжал функционировать ещё полтора столетия.

После 1860 года завод был известен как Колокольно-литейный завод Финляндского. К началу XX века завод по-прежнему продолжал существовать и на нём по-прежнему отливались колокола (в том числе, для Храма Христа Спасителя).